# Smiths Station, Alabama
Smiths Station là một thành phố thuộc quận Lee, tiểu bang Alabama, Hoa Kỳ. Dân số năm 2009 là 4782 người, mật độ đạt 280 người/km².